# Jardin de l'Église-Sainte-Jeanne-de-Chantal
Le jardin de l'Église-Sainte-Jeanne-de-Chantal est un espace vert du 16e arrondissement de Paris, dans le quartier d'Auteuil.

## Situation et accès
Le site est accessible par la place de la Porte-de-Saint-Cloud.
Il est desservi par la ligne 9 à la station Porte de Saint-Cloud.

## Origine du nom
Il doit son nom à sa proximité avec l'église Sainte-Jeanne-de-Chantal.

## Historique
Le jardin est créé en 1965.